# Remo Forrer
Remo Forrer, född 8 september 2001 i Hemberg, är en schweizisk sångare.
Forrer vann den tredje säsongen av talangprogrammet The Voice of Switzerland i april 2020 och släppte därefter sin debutsingel "Home". År 2022 deltog han även i den tyska talangserien I Can See Your Voice.
Han representerade Schweiz i Eurovision Song Contest 2023 med låten "Watergun".